# Pierrette Petitot
Pour les articles homonymes, voir Petitot.

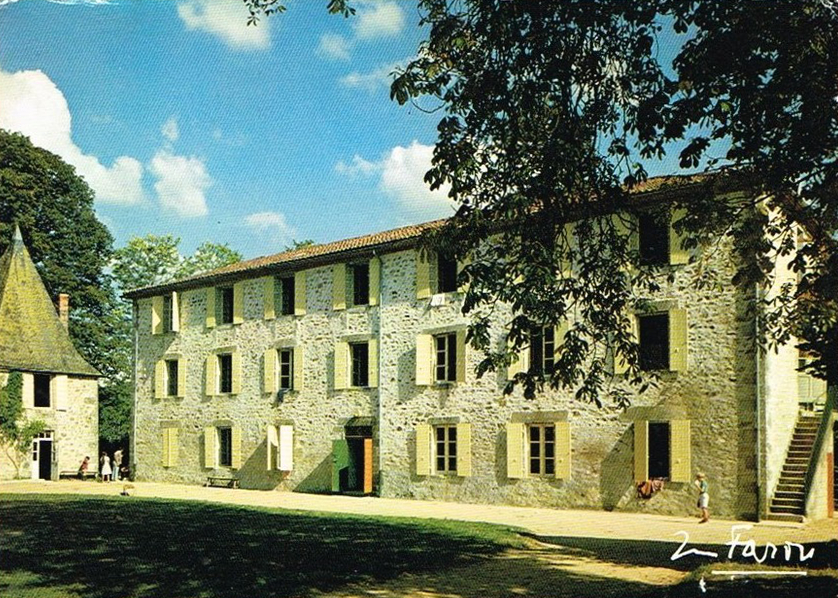
La colonie de vacances « le Chêne vert » aux Salles-Lavauguyon.

Pierrette Petitot, née le 3 octobre 1917 à Saint-Denis et morte le 6 septembre 2014, est une femme politique française, membre du PCF. Elle est maire de Villetaneuse de 1945 à 1977, une des premières femmes maires en France, et conseillère générale de la Seine puis de la Seine-Saint-Denis de 1948 à 1973.

## Biographie

### Jeunesse et résistance
Pierrette Petitot arrive à Villetaneuse en 1928. Âgée de 13 ans, elle commence à travailler dans une usine de chocolat. Très jeune, elle est déjà active en tant que syndicaliste lors des grandes grèves de 1936. Résistante active sous l'Occupation au sein du Parti communiste clandestin, elle travaille au secours national qui s’occupe des cantines scolaires et de l'aide aux familles de prisonniers de guerre.
À 20 ans, elle se marie avec un syndicaliste CGT de onze ans son aîné.
En 1944, le droit de vote et d’éligibilité des femmes est légalisé. Aux élections municipales de mai 1945, Pierrette Petitot, jeune militante communiste, s’engage sur la liste issue de la résistance qui remporte le scrutin. Yves Mahé est élu maire, avant de démissionner quelques mois plus tard. Le conseil municipal choisit alors à la majorité Pierrette Petitot pour lui succéder.

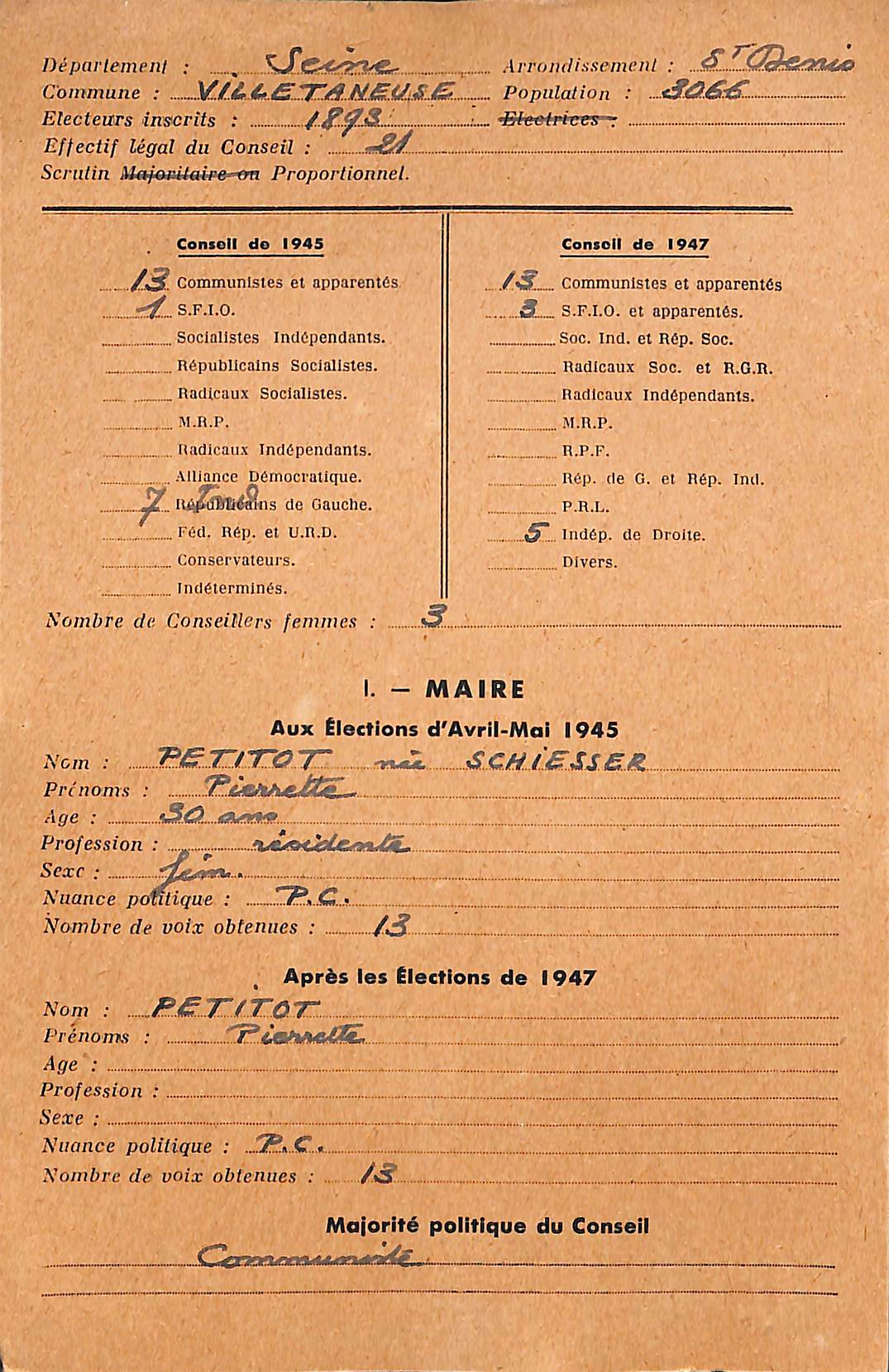
Élections du conseil municipal de Villetaneuse en 1945 et 1947.

### Maire de Villetaneuse
Pierrette Petitot devient ainsi à 28 ans l’une des plus jeunes et premières femmes maires de France. Elle raconte : 

« J’ai fait partie du Comité de libération. C’est un peu pour cela que j’ai été maire. Les hommes étaient tous partis et n’étaient pas encore rentrés à l’époque. C’était le cas de mon mari. J’avais toujours été dans un milieu militant. Mon père était militant à l’usine, mon mari également avant d’être prisonnier. J’étais jeune, on avait la volonté. Je n’ai pas hésité. Et je crois que je ne savais pas tellement ce que c’était d’être maire d’une commune. Nous avions beaucoup de personnes qui venaient de la Résistance, nous avons fait le conseil municipal comme cela et nous avons été élus. »

Villetaneuse a été très meurtrie par la guerre, le conseil municipal est composé de communistes, de socialistes et de sans-parti (en particulier ceux qui avaient participé à la libération de la ville) et Pierrette Petitot, avec son équipe, développe en priorité l’action sociale et la protection des enfants. Dès 1945, une consultation pour nourrissons est ouverte rue Roger-Salengro. C’est l’ancêtre des centres de Protection maternelle et infantile (PMI).
La municipalité, sur proposition du maire, décide d’envoyer les enfants à la campagne, pour respirer le grand air. Ce sont les premières colonies de vacances. Une propriété à la campagne, « le Chêne vert », située aux Salles-Lavauguyon en Haute-Vienne, est achetée en 1951 par la ville. Dans le même temps, est créé le patronage, ancêtre des centres de loisirs.
Pierrette Petitot contribue, au cours de ses mandats, à la naissance d'une ville. Villetaneuse est en effet un gros village en 1945 (comme en témoignait Pierrette Petitot, le centre-ville était surtout habité par des paysans, et les maisons étaient très anciennes). Des années 1950 aux années 1970, le village de Villetaneuse se transforme en petite ville. Dans une commune qui manque de tout (il n'y avait pas d'équipements, pas d’égouts,, comme dans nombre de petites communes de la banlieue parisienne), Pierrette Petitot met toute son énergie pour obtenir les matériaux et les crédits nécessaires à la construction d'équipements et de logements : les cités Édouard-Vaillant, Henri-Barbusse, ou Frédéric-Ozanam. Elle se bat pour l’agrandissement de l'école Jean-Baptiste-Clément, la réalisation de nouveaux équipements scolaires et pour faire venir des lignes de bus.
Elle s'investit aussi pour la création d'une crèche. Mais il est difficile d'obtenir des financements car il n'y avait pas assez d'enfants à Villetaneuse. Le bâtiment est donc construit à la frontière avec Saint-Denis. Elle commente : « C'était utile si l’on voulait que les femmes travaillent. Moi, j'étais pour une certaine liberté pour les femmes, pour qu'elles puissent travailler si elles le souhaitaient ».
Pierrette Petitot est aussi aux avant-postes lors du projet de construction d'une université. La municipalité donne un avis favorable dès janvier 1960 à la mise en chantier à Villetaneuse de la faculté des sciences du nord de Paris, mais alors que l'emplacement prévu est augmenté de 36 hectares au lieu de 20 initialement prévus et englobant alors 31 pavillons, Pierrette Petitot et son conseil municipal bataillent pour que soient garantis les droits des futurs expropriés, dont la réinstallation est sollicitée. Comme l'écrivait Pierrette Petitot, « le ministère de l'Éducation nationale restant sourd à cette proposition de l'assemblée municipale, celle-ci décidait, le 15 janvier 1964, la création d'un lotissement permettant la réinstallation des expropriés ».
Elle prend également des responsabilités dans la gestion du SCBPE (Syndicat des communes de la banlieue pour l'électricité) (actuel SIPPEREC), au tournant des années 1960. Sa présence, dans cette instance intercommunale, est une exception. Les femmes sont à cette époque marginalisées de la scène intercommunale, très peu de femmes sont amenées à représenter leur ville dans les grands syndicats techniques de l'électricité, de l'eau ou du gaz.
De 1967 à 1973, Pierrette Petitot est également conseillère générale du canton de Saint-Denis-Nord-Ouest en Seine-Saint-Denis. Elle était conseillère générale de la Seine depuis 1948 : le 25 juillet 1948 elle y accédait après le décès du conseiller général Gaston Gouillet, du secteur Saint-Denis-Nord, était réélue du 5e secteur de la Seine en 1953 (Aubervilliers, Pantin Saint-Denis), puis du 22e secteur en 1959 (Pierrefitte-sur-Seine-Villetaneuse-Saint-Denis-Nord).
Âgée de soixante ans, et après plus de trente ans à la tête de la commune, elle décide de ne pas solliciter de nouveau mandat lors des élections municipales de 1977. André Boursier lui succède.
En 2012, la ville donne son nom à la maison de la petite enfance.
Figure de l'histoire de la banlieue parisienne, Pierrette Petitot est décédée le 6 septembre 2014 à l’âge de 96 ans.

## Distinction
En 1998, elle se voit remettre l’insigne de chevalier dans l’ordre de la Légion d’honneur par Marie-George Buffet, ministre des sports.